# Cecília Gewertz
Cecília Gewertz (Cyrla Dwojra Ribytwer, 1922 - 2018) foi uma sobrevivente do Holocausto judia e polonesa que passou por 5 campos de concentração (Auschwitz, Birkenau, Bunawerk, Ravensbruck e Malchow), guetos, esconderijos e perdeu 12 familiares durante a 2ª Guerra Mundial. Ela foi salva pela Cruz Vermelha da Suécia em 1945 e levada para Suécia, onde se casou com Simon Gewertz, também sobrevivente do Holocausto, e viveu até 1952, quando se mudou para o Brasil. No Brasil, ela teve 1 filho e 4 netos. Em 2018 Cecília faleceu, dormindo em um hospital em São Paulo. 
Cecília também foi cobaia de um dos experimentos do famoso médico alemão Josef Mengele, em Auschwitz.
Sua história foi registrada em vários locais destinados à coletar depoimentos de sobreviventes do Holocausto, como museus, reportagens, instituições  e nesse site dedicado à memoria dela: https://sobreviveroholocausto.com.br/

## Gueto e esconderijo em Sandomierz
Cecília nasceu em Sandomierz, na Polônia e era a mais nova de 5 filhos: Moshe, Chaim, Chana, Cyrla e Szaja. 
Em 1939, somente Cecília e seu irmão Szaja moravam com seus pais em Sandomierz. Seus outros irmãos já eram casados e moravam em outras cidades. 
Após o início da Guerra, durante a cerimônia de Pessach, os nazistas invadiram sua casa e os expulsaram. 
Então eles foram para um sótão no centro de Sandomierz, compartilhado com mais 4 famílias. Ficaram lá por 2 meses, de onde viam pela janela que estavam matando judeus, até que o esconderijo foi delatado pela zeladora da casa. Os nazistas vieram com um cachorro, que encontrou a porta do esconderijo. “Lembro até hoje como o cachorro raspou a portinha”, lembra Cyrla.
Todos foram expulsos e levados para o gueto de Sandomierz, onde separam os velhos dos jovens. Sua mãe virou lhe disse: “fica aqui que nós vamos nos encontrar depois da guerra”. Mas infelizmente isso não aconteceu. Essa foi a última vez que Cyrla viu os pais. Eles foram levados para o campo de Treblinka, onde foram mortos.
Como seu irmão Chaim se juntou aos Partizanim, Cyrla ficou sozinha no gueto, onde trabalhava carregando os mortos. Mas não durou muito tempo. Ela fugiu para casa de uma mulher, Dona Shvirtzona, em um local um pouco mais afastado da cidade.

## Vala comum
Cyrla eventualmente acabou saindo do esconderijo e foi capturada pelos nazistas. Juntamente com mais 106 pessoas, foram levados a um cemitério judaico, local no qual 2 soldados armados com carabinas abriram fogo contra eles, matando 106 pessoas. Apenas Cyrla sobreviveu. Isso aconteceu no final da tarde.  Cyrla ficou deitada, coberta de corpos e sangue, até a noite cair. 
Então, se arrastou e deixou o local, em direção a um rio. Lá, ela se lavou e passou a noite em um canal de eletricidade, com medo que pudessem a encontrar e a matar.
Na manhã seguinte, Cyrla decidiu ir para o Liceum (escola) mais próximo, onde tinha mais judeus.

## Gueto de Radom
15 dias depois, Cyrla foi levada de ônibus para o campo de Radom, na Polônia. Nesse campo, Cyrla trabalhou em uma fábrica de munição. Os prisioneiros dormiam nos barracões que existiam no campo e trabalhavam na fábrica o dia inteiro.
Apesar de ser um campo de trabalho, a crueldade dos outros campos de concentração/extermínio também estava presente.
Essa rotina de trabalho durou cerca de 3 meses. Começaram a bombardear a região e os nazistas tiveram de deslocar os prisioneiros.

## Campos de Concentração
Cecília passou por 5 campos de concentração: 
- Auschwitz
- Birkenau
- Bunawerk
- Ravensbruck
- Malchow

### Auschwitz
Então Cyrla foi para Auschwitz. Um trajeto que durou duas noites e dois dias a pé. A caminhada era tão desgastante que muito não resistiram. Ao chegar em Auschwitz, ela foi recebida com música, cortaram seu cabelo e lhe deram o uniforme listrado e lhe atribuíram o número A-24840.
Nesse campo, ela dividia o barracão com mais 39 mulheres. O trabalho em Auschwitz consistia em carregar tijolos de um lado para outro do campo. De dia carregavam em um sentido, e, de noite, levavam de volta para o outro lado.

#### Mengele
Em Auschwitz, Cyrla foi uma das “cobaias” de Josef Mengele. Ele a levou a uma sala no “hospital” do campo, onde estavam cinco banheiras. Junto com ela, estavam uma menina grega, uma francesa e uma húngara. Nenhuma delas se conhecia. Cyrla foi a primeira a passar pelo experimento. A experiência consistia em alternar entre uma banheira com água fervendo e outra com água congelando a cada 15 minutos. Esse experimento durou um dia inteiro, e foi tão intenso que a grega não aguentou e morreu.

### Birkenau, Ravensbruck e Bunawerk
Nesse campos, o trabalho era transportar roupas e carregar pedras. Cyrla levava as roupas para lavagem, sempre a pé.
“Eu carregava pedras, colocava-as em um carrinho e levava até o outro lado do campo, e à noite trazia de volta. Eles mandavam a gente fazer isso só para nos cansar.’’

### Malchow
O último campo que Cyrla passou foi Malchow, na Alemanha. Nos últimos anos da guerra, os aliados começaram a bombardear a Alemanha, os nazistas levaram Cyrla e os demais prisioneiros para o interior do país germânico.
Nesse campo, Cyrla trabalhou em uma fábrica de munição, empacotando pólvora. Todos os dias, ela andava quilômetros do barracão até a fábrica. Era muito frio, nevava muito e não davam comida aos prisioneiros. Porém, ela conta que eles andavam com uma colher na mão, porque se dessem comida, eles precisavam utilizar a colher para comer.
No dia 24/04/1945, Cyrla e mais centenas de prisioneiras foram resgatadas pela Cruz Vermelha da Suécia, pelo Folke Bernadotte. As prisioneiras foram retiradas em 5 ônibus. O quinto ônibus foi bombardeado pelos nazistas. Cyrla estava no quarto ônibus.

## Suécia
Após a Guerra, Cecília foi levada para a Suécia. Como não tinha nenhum parente vivo, foi acolhida pelo professor Hugo Valentin, que a levou para sua casa. 
Algum tempo depois ela descobriu que seu irmão Chaim também havia sobrevivido.
Cecília começou a estudar e recomeçar sua vida na Suécia. Lá ela conheceu o Simon Gewertz, também sobrevivente do Holocausto, com quem se casou em 1949.
Em 1952, os 2 se mudaram para o Brasil.

## Brasil
Em 1952 Cecília e Simon chegaram ao Brasil de navio, sem saber a língua, sem dinheiro e sem ter onde morar. Mais uma vez eles recomeçaram suas vidas.
Em 17/06/2018, Cecília faleceu, dormindo em um Hospital em São Paulo. Ela deixou 1 filho, 1 nora, 4 netos e um exemplo que nunca será esquecido.

## Mengele no Brasil
No Brasil, um episódio absurdamente improvável viria a evocar todas as terríveis lembranças da guerra em Cyrla novamente.
Ao visitar o sítio de uma amiga em Serra Negra, pequena cidade no interior de São Paulo, ela ficou sabendo que o homem que a oprimira fria e cruelmente em Auschwitz estava lá também.
Mengele estava na mesma cidade que ela, mais de 30 anos depois e milhares de quilômetros de distância do local onde eles se “encontraram” pela última vez.
Se ele a visse, provavelmente não se lembraria dela, afinal ela estava bem diferente, agora tinha cabelos e estava muito mais saudável, mas, mesmo assim, ela ficou aterrorizada e quis ir embora de lá imediatamente.
Outra curiosidade da Cecília com o Mengele é em relação à gêmeos. Sabe-se que Mengele tinha um interesse especial por gêmeos, o que o levou a fazer vários experimentos com essas pessoas. Coincidência ou não, os primeiros netos da Cecília foram trigêmeos.